# Kylie's Secret Night
Kylie's Secret Night è uno speciale televisivo natalizio britannico del 2019 che ha come protagonista la cantante australiana Kylie Minogue. Il programma è stato prodotto da BBC Studios e presentato dal comico Alan Carr.
Lo spettacolo è stato concepito come un gesto di gratitudine da parte della Minogue nei confronti dei suoi fan. È stato registrato davanti a un pubblico che credeva di essere stato invitato a un semplice "evento a tema Kylie", ma che si è ritrovato invece protagonista di una serata esclusiva in sua compagnia.
Kylie's Secret Night è andato in onda nel Regno Unito su Channel 4 il 25 dicembre 2019. È stato trasmesso anche in Nuova Zelanda su TVNZ 1 il 26 dicembre e in Australia su SBS l’8 febbraio 2020.

## Descrizione
Lo speciale includeva un'intervista tra Alan Carr e Kylie Minogue, oltre a esibizioni musicali, regali, scherzi con telecamere nascoste e varie sorprese. Una delle parti più toccanti del programma vedeva Minogue fare visita a sorpresa a un gruppo di teatro musicale composto da adulti con autismo e disabilità cognitive. In un altro segmento, la cantante condivideva un taxi con persone comuni, seguendo le istruzioni di Carr tramite un auricolare nascosto.

Parlando dello speciale, Kylie ha dichiarato:
È stato uno spettacolo straordinario. Mi ha fatto ridere, mi ha commosso. Sembrava che il tempo si fosse fermato: ho potuto ascoltare storie meravigliose dei fan, ricordare il passato e riflettere davvero sul percorso che abbiamo fatto insieme. In sintesi, una celebrazione bellissima, e un promemoria di quanto sia un privilegio poter creare un legame con le persone, oltre il tempo e i confini — e un grande stimolo a farlo ancora.
Kylie's Secret Night è andato in onda il 25 dicembre 2019, seguito dalla prima trasmissione televisiva del concerto del Golden Tour, ossia il Golden Live in Concert.

## Scaletta
1. Can't Get You Out of My Head
2. Dancing
3. Hand on Your Heart
4. On A Night Like This
5. All the Lovers